# Madonna col Bambino tra i santi Rocco e Sebastiano (Lolmo)
Madonna col Bambino tra i santi Rocco e Sebastiano è un dipinto olio su tela di Gian Paolo Lolmo eseguito nel 1587 e collocato come pala d'altare nella basilica di Santa Maria Maggiore di Bergamo.

## Storia
La città di Bergamo fu infettata da tre grandi epidemie di peste nel corso del XVI secolo, l'ultima dal 1576 al 1578. L'epidemia aveva colpito in modo violento. Il lazzaretto costruito fuori le muraine, venne ampliato e fu edificata una chiesa intitolata ai santi Rocco e Sebastiano. Il consiglio cittadino e la cittadinanza espresse nel 1578 un voto alla Madonna. Nel 1581 la Congregazione della Misericordia Maggiore, per adempiere al voto, si riunì per deliberare la commissione di un altare nella basilica mariana, intitolato a san Rocco protettore degli appestati e a san Sebastiano protettore delle congregazioni.
L'altare, detto del Voto, è il primo entrando nella basilica dalla porta dei leoni rossi, sul transetto sinistro. Fu anche tra i primi realizzati quando si volle modificare nel XVI secolo lo stile della chiesa trasformandola dal romanico, al barocco. Il progetto venne affidato per la parte decorativa a Francesco Brambilla e gli stucchi ai fratelli Lorenzo e Francesco Porta. La pala venne commissionata al bergamasco Gian Paolo Lolmo
Il 20 novembre 1584, venne versata la prima rata di acconto per la realizzazione della tela, il saldo effettuato nel 1587 comprese non solo questo lavoro del Lolmo ma anche altri lavoriː la Fede, la Preghiera, la Caduta della manna e Il serpente di bronzo sempre per la basilica gestita dalla congregazione della Misericordia Maggiore, ricevendone il saldo nel 1587.

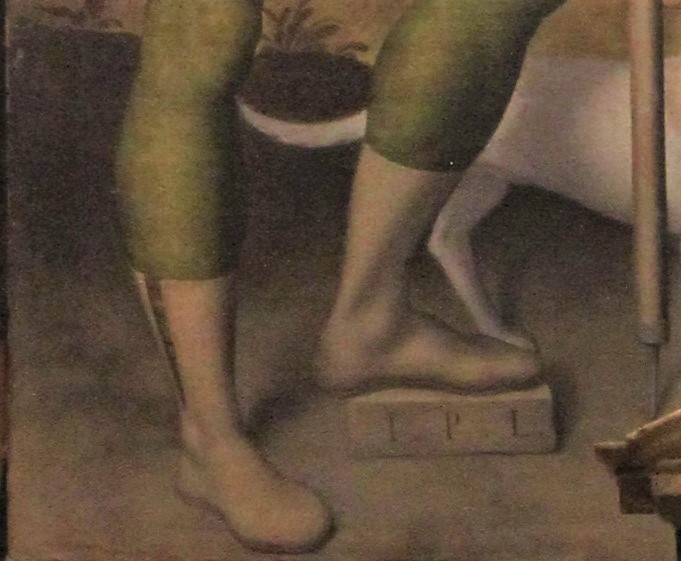
Particolare della firma

## Descrizione
(Francesco Tassi-Vite de' Pittori, Scultori e Architetti bergamaschi)
La pala, che si trova nel primo altare a destra dell'altare maggiore, è una sacra conversazione, raffigura al centro la Vergine seduta sopra un coronamento di nuvole sorrette da angeli. La tela si sviluppa su due ordini, quello superiore con la raffigurazione del mondo celeste e quello inferiore con la parte terrena. Con il braccio destro tiene il Bambino, mentre con la mano sinistra indica la città torrita che è posta ai suoi piedi, consegnandola ai due santi a protezione. La città è raffigurata racchiusa dentro le mura che erano state edificate da pochi anni, riconoscibile sono le numerose torri. Questo dipinto è una testimonianza di come si presentasse la città e la parte collinare che la circonda nel XVI secolo.

Sul lato sinistro del quadro vi è l'immagine di san Rocco, con gli attributi che lo rendono riconoscibileː la piaga sulla gamba, il bastone per sorreggersi e il cane con il pane in bocca segno di fedeltà. Sul lato di destra vi è dipinto san Sebastiano legato ad un tronco, colpito dalle frecce e con lo sguardo devoto rivolto alla Vergine. La Madonna volge il capo a sinistra e con la mano destra indica a un angelo di scendere sulla città ad assistere gli appestati a ricordo della miracolosa guarigione che aveva avuto san Rocco quando, durante la sua malattia, fu visitato e sanato dall'angelo del Signore.
L'opera che venne firmata "J.P.L." sul piedistallo dove posta la gamba infetta san Rocco, raffigurato con il bastone e accanto a lui il cane simbolo di fedeltà. Il dipinto fu inizialmente considerato lavoro di Giovanni Paolo Lomazzo, fu il Tassi ad attribuirla a Lolmo grazie a una ricerca negli archivi che rilevarono il pagamento dell'opera, facendo anche una buona descrizione. Il dipinto ci presenta un artista giovane, dai colori intensi e dal manierismo che iniziava a manifestarsi nella pittura post rinascimentale.  La sua morte precoce non gli permise di commissionare opere che lo avrebbero reso maggiormente famoso, rimane sicuramente tra gli artisti di qualità del ricco Cinquecento bergamasco.
La tela è collocata in una ancona in stucco dorato, opera di Francesco e Lorenzo Porta probabilmente nel medesimo periodo della realizzazione del quadro. L'altare è stato realizzato su disegno di Francesco Brambilla e Martino Bassi